# Björn Jonson (Physiker)

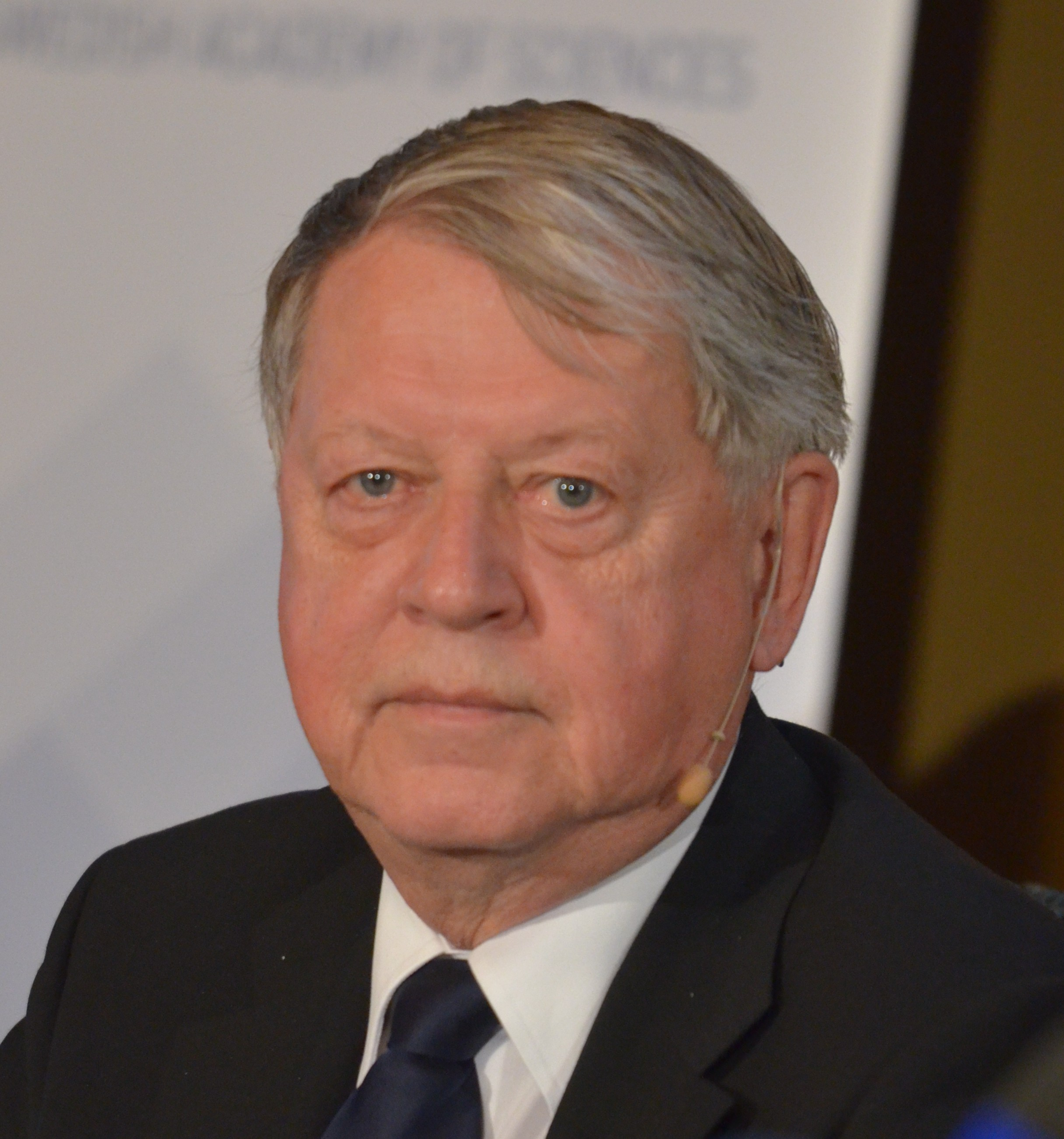
Björn Jonson 2012

Björn Jonson (* 3. November 1941) ist ein schwedischer Kernphysiker.
Jonson wurde 1972 an der TH Chalmers promoviert (Beta-delayed proton emission from isotopes of mercury, cesium, xenon and krypton). Ab 1985 war er Professor für Physik (zuletzt für subatomare und Plasma-Physik) an der TH Chalmers.
1987 interpretierte er mit P. Gregers Hansen Phänomene in der Kern-Kern-Streuung am LBNL als Halokern. Er forscht seit 1970 am CERN, ab 1976 als Staff Physicist und 1980 bis 1984 als Senior Staff Physicist. Er forschte dort zuletzt an der ISOLDE Beschleuniger-Anlage, deren Kollaboration er 1988 bis 1991 vorstand. Er erforscht insbesondere Phänomene an exotischen Kernen, mit Anwendungen in nuklearer Astrophysik.
1997 erhielt er einen Humboldt-Forschungspreis. Er ist Fellow des Institute of Physics und Mitglied der Academia Europaea (2012). 1991 bis 1993 war er im Scientific Policy Committee des CERN.
Ab 1997 war er Mitglied der Königlich Schwedischen Akademie der Wissenschaften (und 2002 bis 2008 in deren Rat), 1988 der Königlich Dänischen Akademie der Wissenschaften, 1998 der Akademie in Göteborg und 2006 bis 2013 Mitglied im Nobelkomitee für Physik (2012 als Vorsitzender). 2001 bis 2006 stand er der schwedischen physikalischen Gesellschaft vor.
2017 erhielt Jonson die Lomonossow-Goldmedaille für Arbeiten zu Kernstruktur und Kernstabilität der leichtesten exotischen Kerne an den Grenzen der Stabilität, für 2020 wurde ihm der Lise-Meitner-Preis zugesprochen.

## Schriften (Auswahl)
- mit P. G. Hansen: The neutron halo of extremely neutron-rich nuclei, Europhys. Lett., Band 4, 1987, S. 409
- mit p. G. Hansen, A. S. Jensen: Nuclear halos, Ann. Rev. Nucl. Part. Sci., Band 45, 1995, S. 591–634
- mit F. Humbert u. a.: Longitudinal and transverse momentum distributions of 9Li fragments from break-up of 11Li, Phys. Lett. B, Band 347, 1995, S. 198
- mit T. Aumann u. a.: Continuum excitations in 6He, Phys. Rev. C, Band 59, 1999, S. 1252
- Present and future radioactive beam facilities in Europe, Nucl. Phys. A, Band 701, 2002, S. 35c
- Light dripline nuclei, Phys. Reports, Band 389, 2004, S. 1–59
- mit H. O. U. Fynbo u. a.: Revised rates for the stellar triple-alpha process from new measurement of 12C resonances, Nature, Band 433, 2005, S. 136
- mit I. Stefanescu u. a.: Coulomb excitation of 68,70Cu: First use of post-accelerated isomeric beams, Phys. Rev. Lett., Band 98, 2007, S. 122701
- mit M. Madurga u. a.: Study of β-delayed 3-body and 5-body breakup channels observed in the decay of 11Li, Nucl. Phys. A, Band 810, 2008, S. 1
- mit R. Kanungo u. a.: One-Neutron removal measurement reveals 24O as a new doubly magic nucleus, Phys. Rev. Lett., Band 102, 2009, S. 152501.
- mit O. Rodriguez-Tajes u. a.: One-neutron knockout from 24-28Ne isotopes, Phys. Lett. B, Band 687, 2010, S. 26
- mit R. Kanungo u. a.:; Matter radii of 32-35Mg, Phys. Rev. C, Band 83, 2011, S. 021302
- mit Ray MacIntosh, Jim Al-Khalili, Theresa Pena. Nucleus: a trip into the heart of matter, 2016